# Patinação de velocidade nos Jogos Olímpicos de Inverno de 2018 - 5000 m feminino
A competição dos 5000 m feminino da patinação de velocidade nos Jogos Olímpicos de Inverno de 2018 foram realizadas no Gangneung Oval, localizado na subsede de Gangneung, em 16 de fevereiro.

## Medalhistas
| Ouro   | NED Esmee Visser      |
| Prata  | CZE Martina Sáblíková |
| Bronze | OAR Natalya Voronina  |

## Recordes
Antes desta competição, os recordes mundiais e olímpicos da prova eram os seguintes:
| Tipo | Atleta            | Tempo       | Local          | Data                    |
| ---- | ----------------- | ----------- | -------------- | ----------------------- |
|      | Martina Sáblíková | 6:42.66 min | Salt Lake City | 18 de fevereiro de 2011 |
|      | Claudia Pechstein | 6:46.91 min | Salt Lake City | 23 de fevereiro de 2002 |

## Resultados
| Pos. | Par | Raia | Atleta                     | Tempo   | Diferença | Notas            |
| ---- | --- | ---- | -------------------------- | ------- | --------- | ---------------- |
| 01 ! | 4   | O    | NED Esmee Visser           | 6:50.23 | –         | Recorde de pista |
| 02 ! | 6   | O    | CZE Martina Sáblíková      | 6:51.85 | +1.62     |                  |
| 03 ! | 6   | I    | OAR Natalya Voronina       | 6:53.98 | +3.75     |                  |
| 4    | 1   | I    | NED Annouk van der Weijden | 6:54.17 | +3.94     |                  |
| 5    | 5   | I    | CAN Ivanie Blondin         | 6:59.38 | +9.15     |                  |
| 6    | 3   | O    | CAN Isabelle Weidemann     | 6:59.88 | +9.65     |                  |
| 7    | 1   | O    | BLR Maryna Zuyeva          | 7:04.41 | +14.18    |                  |
| 8    | 5   | O    | GER Claudia Pechstein      | 7:05.43 | +15.20    |                  |
| 9    | 4   | I    | JPN Misaki Oshigiri        | 7:07.71 | +17.48    |                  |
| 10   | 2   | I    | BEL Jelena Peeters         | 7:10.26 | +20.03    |                  |
| 11   | 2   | O    | USA Carlijn Schoutens      | 7:13.28 | +23.05    |                  |
| 12   | 3   | I    | JPN Nana Takagi            | 7:17.45 | +27.22    |                  |

Legenda
| Recorde mundial      | Recorde mundial (World record)               |                       | Recorde africano                      | Recorde africano (African) |                                           | Q | Classificado por posição (Qualified) |
| Recorde olímpico     | Recorde olímpico (Olympic record)            | Recorde da América    | Recorde da América (Americas)         | q                          | Classificado por melhor tempo (Qualified) |   |                                      |
| Melhor marca do ano  | Melhor marca do ano (World leading)          | Recorde asiático      | Recorde asiático (Asian)              | DNS                        | Não largou (Did not start)                |   |                                      |
| Recorde nacional     | Recorde nacional (National record)           | Recorde europeu       | Recorde europeu (European)            | DNF                        | Não terminou (Did not finish)             |   |                                      |
| Recorde pessoal      | Recorde pessoal do atleta (Personal best)    | Recorde da Oceania    | Recorde da Oceania (Oceania)          | DSQ / DQ                   | Desclassificado (Disqualified)            |   |                                      |
| Recorde da temporada | Recorde da temporada do atleta (Season best) | Recorde sul-americano | Recorde sul-americano (South America) | NM                         | Sem marca (No mark)                       |   |                                      |